# Hrabstwo Whitfield
.

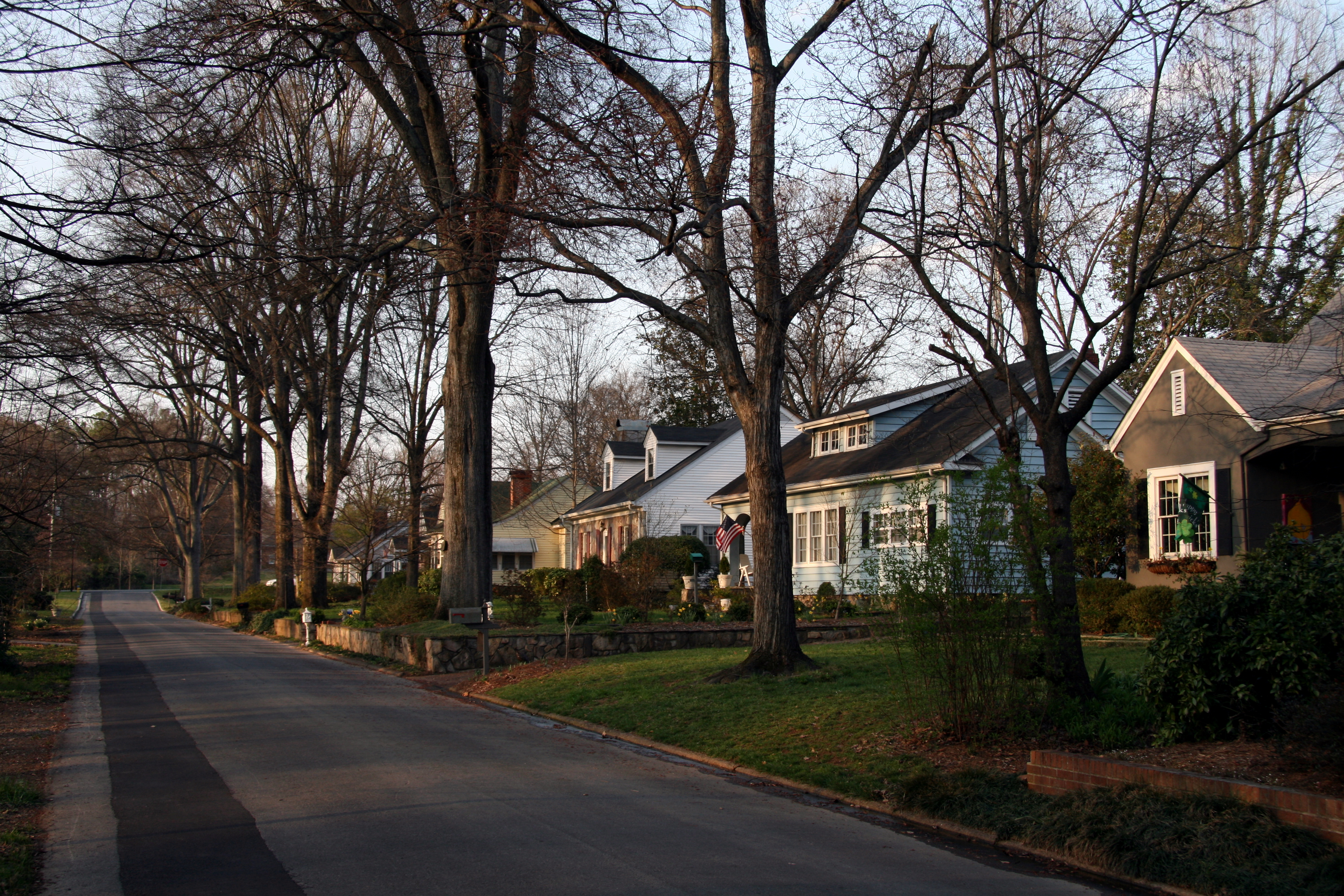
Historyczna dzielnica w Dalton

Hrabstwo Whitfield (ang. Whitfield County) – hrabstwo w północnej części stanu Georgia w Stanach Zjednoczonych, przy granicy ze stanem Tennessee. Jego siedzibą administracyjną jest miasto Dalton.
Powstało w 1851 roku. Jego nazwa powstała od nazwiska George Whitefielda (1714–1770), słynnego kaznodziei metodystycznego i twórcy domów dla chłopców niedaleko Savannah.

## Geografia
Według spisu z 2000 obszar całkowity hrabstwa obejmuje powierzchnię 753 km², z czego 751 km² stanowią lądy, a 2 km² stanowią wody.

### Sąsiednie hrabstwa
- Hrabstwo Bradley, Tennessee (północ)
- Hrabstwo Murray (wschód)
- Hrabstwo Gordon (południe)
- Hrabstwo Walker (zachód-południowy zachód)
- Hrabstwo Catoosa (zachód-północny zachód)
- Hrabstwo Hamilton, Tennessee (północny zachód)

### Miejscowości
- Cohutta
- Dalton
- Tunnel Hill
- Varnell

## Demografia
Według spisu w 2020 roku liczy 102,9 tys. mieszkańców, co oznacza wzrost o 0,26% od poprzedniego spisu z roku 2010. Według danych z 2020 roku 86% populacji stanowili biali (58,1% nie licząc Latynosów), 3,5% to byli czarnoskórzy lub Afroamerykanie, 3,9% było rasy mieszanej, 1,4% to Azjaci i 1% to rdzenna ludność Ameryki. Latynosi stanowili 35,5% populacji.
Wśród osób deklarujących swoje pochodzenie do najliczniejszych grup należały osoby pochodzenia meksykańskiego (29,8%), angielskiego (20%), „amerykańskiego” (7,3%), irlandzkiego (6,6%) i niemieckiego (4,3%).

## Religia
W 2020 roku, 19,8% mieszkańców to katolicy – drugi co do wielkości odsetek w stanie, po hrabstwie Hall. Do największych grup należą: Południowa Konwencja Baptystów (25,9 tys. członków), Kościół katolicki (20,4 tys.), bezdenominacyjne zbory ewangelikalne (10,7 tys.), Zjednoczony Kościół Metodystyczny (4,9 tys.) i Kościoły zielonoświątkowe (ponad 3 tys.).

## Polityka
Hrabstwo jest silnie republikańskie, gdzie w wyborach prezydenckich w 2020 roku, 69,7% głosów otrzymał Donald Trump i 29% przypadło dla Joe Bidena.